# Alvarado-lagune
De Alvarado-lagune (Spaans: Laguna de Alvarado) is een lagune in de gemeente Puerto Cortés in Honduras. De stad Puerto Cortés ligt op een schiereiland dat ook Puerto Cortés heet. Dit schiereiland ligt tussen de lagune en de zee.
Het bijzondere is dat de lagune niet direct gevoed wordt door een rivier. Er loopt een kanaal Canal de Chambers vanaf de rivier Chamelecón. Verder wordt de lagune gevoed door de zee.
In de lagune wordt rioolwater uit Puerto Cortés afgevoerd. Verder ligt het dicht bij de haven. Hierdoor is het sterk vervuild. Dit geeft soms aanleiding tot vissterfte.
Er zijn plannen om de toeristische activiteiten uit te breiden rond het meer, onder andere door de bouw van een nieuwe pier. Vanuit de Alvarado-lagune kan men een boot naar Belize nemen.